# Little League World Series 2016/Qualifikation
Die Qualifikation zu den Little League World Series 2016 fand zwischen Juni und August 2015 statt.
Die Little League Baseball World Series ist das größte Sportturnier im Baseball für unter 12-jährige Knaben aus der ganzen Welt. Die Qualifikation wird aufgeteilt in acht Regionen in den Vereinigten Staaten und acht internationalen Regionen ausgetragen.
Dies war das erste Jahr, das die Regionen der Vereinigten Staaten je Doppel-Eliminations-Runde spielten, die Sieger der Regionen spielten zum Schluss gegeneinander um den Regionmeistertitel.

## Vereinigte Staaten

### Große Seen
Das Turnier fand vom 7. bis 14. August 2016 in Indianapolis statt. Das Regionmeisterspiel in South Williamsport, Pennsylvania wurde wegen Regens beendet.

#### Vorrunde
| Stadt         | Mannschaft                    | W-L |
| ------------- | ----------------------------- | --- |
| Streator      | Olney LL                      | 0–2 |
| Terre Haute   | Terre Haute North LL          | 0–2 |
| Bowling Green | Bowling Green Eastern LL      | 3–0 |
| Essexville    | Essexville Hampton LL         | 3–2 |
| Hamilton      | West Side LL                  | 2–2 |
| Kenosha       | Little Leaguers of Kenosha LL | 2–2 |

| Datum      | Zeit (UTC−5) | Stadion        | Begegnung | Begegnung | Begegnung | Ergebnis   |
| ---------- | ------------ | -------------- | --------- | --------- | --------- | ---------- |
| 7. August  | 17:00        | Ferguson Field | Wisconsin | –         | Illinois  | 4:2        |
| 7. August  | 19:00        | Stokley Field  | Ohio      | –         | Michigan  | 15:8       |
| 8. August  | 14:00        | Stokley Field  | Indiana   | –         | Wisconsin | 9:11       |
| 8. August  | 16:00        | Ferguson Field | Kentucky  | –         | Ohio      | 11:1 (F/4) |
| 9. August  | 11:00        | Ferguson Field | Ohio      | –         | Illinois  | 19:3 (F/4) |
| 9. August  | 18:00        | Stokley Field  | Michigan  | –         | Indiana   | 15:2 (F/4) |
| 11. August | 17:00        | Stokley Field  | Michigan  | –         | Ohio      | 1:0        |

#### Playoff
|  | Halbfinale | Halbfinale |          |          | Finale     | Finale     |
|  |            |            |          |          |            |            |
|  | 10. August |            |          |          |            |            |
|  | Kentucky   | 11         |          |          |            |            |
|  | Wisconsin  | 6          |          |          | 14. August | 14. August |
|  |            |            | Kentucky | 7        |            |            |
|  | 12. August | 12. August |          | Michigan | 2          |            |
|  | Wisconsin  | 7          |          |          |            |            |
|  | Michigan   | 9          |          |          |            |            |
|  |            |            |          |          |            |            |

### Mittelatlantik
Das Turnier fand vom 7. bis 13. August 2016 in Bristol, Connecticut statt.

#### Vorrunde
| Stadt             | Mannschaft                           | W-L |
| ----------------- | ------------------------------------ | --- |
| Milton            | Milton LL                            | 1–2 |
| Hughesville       | Hughesville Baseball and Softball LL | 0–2 |
| Freehold Township | Freehold Township LL                 | 0–2 |
| Maine-Endwell     | Maine-Endwell LL                     | 4–0 |
| Clinton County    | Keystone LL                          | 4–2 |
| Washington, D.C.  | Capitol City LL                      | 1–2 |

| Datum      | Zeit (UTC-5) | Stadion     | Begegnung    | Begegnung | Begegnung            | Ergebnis  |
| ---------- | ------------ | ----------- | ------------ | --------- | -------------------- | --------- |
| 7. August  | 10:00        | Breen Field | Pennsylvania | –         | Maryland             | 10:7      |
| 7. August  | 16:00        | Breen Field | New Jersey   | –         | New York             | 6:8       |
| 8. August  | 10:00        | Breen Field | Pennsylvania | –         | District of Columbia | 2:7       |
| 8. August  | 16:00        | Breen Field | Delaware     | –         | New York             | 0:1       |
| 9. August  | 10:00        | Breen Field | Delaware     | –         | Maryland             | 5:2 (F/7) |
| 9. August  | 16:00        | Breen Field | Pennsylvania | –         | New Jersey           | 5:1       |
| 11. August | 19:00        | Breen Field | Pennsylvania | –         | Delaware             | 9:5       |

#### Playoff
|  | Halbfinale           | Halbfinale |          |              | Finale     | Finale     |
|  |                      |            |          |              |            |            |
|  | 10. August           |            |          |              |            |            |
|  | District of Columbia | 2          |          |              |            |            |
|  | New York             | 8          |          |              | 13. August | 13. August |
|  |                      |            | New York | 6            |            |            |
|  | 12. August           | 12. August |          | Pennsylvania | 2          |            |
|  | District of Columbia | 3          |          |              |            |            |
|  | Pennsylvania         | 11         |          |              |            |            |
|  |                      |            |          |              |            |            |

### Mittlerer Westen
Das Turnier fand vom 7. bis 13. August 2016 in Indianapolis statt. South Dakota vertrat sowohl North wie auch South Dakota.

#### Vorrunde
| Stadt       | Mannschaft                     | W-L |
| ----------- | ------------------------------ | --- |
| Johnston    | Johnston LL                    | 3–0 |
| Frontenac   | Frontenac Youth LL             | 4–2 |
| Coon Rapids | Coon Rapids Andover AmericanLL | 2–1 |
| Webb City   | Webb City LL                   | 0-2 |
| Kearney     | Kearney LL                     | 1–2 |
| Rapid City  | Canyon Lake LL                 | 0–2 |

| Datum      | Zeit  | Stadion        | Begegnung | Begegnung | Begegnung    | Ergebnis |
| ---------- | ----- | -------------- | --------- | --------- | ------------ | -------- |
| 7. August  | 12:00 | Stokley Field  | Minnesota | –         | South Dakota | 4:3      |
| 7. August  | 14:00 | Ferguson Field | Kansas    | –         | Missouri     | 10:6     |
| 8. August  | 11:00 | Ferguson Field | Minnesota | –         | Iowa         | 0:9      |
| 8. August  | 18:00 | Stokley Field  | Kansas    | –         | Nebraska     | 6:0      |
| 9. August  | 14:00 | Ferguson Field | Kansas    | –         | South Dakota | 15:7     |
| 9. August  | 16:00 | Stokley Field  | Minnesota | –         | Missouri     | 9:2      |
| 11. August | 11:00 | Stokely Field  | Kansas    | –         | Minnesota    | 6:3      |

#### Playoff
|  | Halbfinale | Halbfinale |      |        | Finale     | Finale     |
|  |            |            |      |        |            |            |
|  | 11. August |            |      |        |            |            |
|  | Iowa       | 7          |      |        |            |            |
|  | Nebraska   | 1          |      |        | 13. August | 13. August |
|  |            |            | Iowa | 3      |            |            |
|  | 12. August | 12. August |      | Kansas | 0          |            |
|  | Nebraska   | 2          |      |        |            |            |
|  | Kansas     | 5          |      |        |            |            |
|  |            |            |      |        |            |            |

### Neuengland
Das Turnier fand vom 7. bis 13. August 2016 in Bristol, Connecticut statt.

#### Vorrunde
| Stadt       | Mannschaft            | W-L |
| ----------- | --------------------- | --- |
| Fairfield   | Fairfield American LL | 3–2 |
| Scarborough | Scarborough LL        | 1–2 |
| Wellesley   | Wellesley South LL    | 1–2 |
| Bedford     | Bedford LL            | 2–2 |
| Warwick     | Warwick North LL      | 3–0 |
| Brattleboro | Brattleboro LL        | 0–2 |

| Datum      | Zeit (UTC-5) | Stadion     | Begegnung           | Begegnung | Begegnung     | Ergebnis |
| ---------- | ------------ | ----------- | ------------------- | --------- | ------------- | -------- |
| 7. August  | 13:00        | Breen Field | Maine               | –         | Vermont       | 8:4      |
| 7. August  | 19:00        | Breen Field | New Hampshire       | –         | Connecticut   | 7:1      |
| 8. August  | 13:00        | Breen Field | Maine               | –         | Rhode Island  | 2:5      |
| 8. August  | 19:00        | Breen Field | Massachusetts (F/5) | –         | New Hampshire | 10:0     |
| 9. August  | 13:00        | Breen Field | New Hampshire (F/5) | –         | Vermont       | 14:4     |
| 9. August  | 19:00        | Breen Field | Connecticut         | –         | Maine         | 8:2      |
| 11. August | 13:00        | Breen Field | New Hampshire       | –         | Connecticut   | 11:17    |

#### Playoff
|  | Halbfinale        | Halbfinale |              |             | Finale     | Finale     |
|  |                   |            |              |             |            |            |
|  | 10. August        |            |              |             |            |            |
|  | Rhode Island      | 10         |              |             |            |            |
|  | Massachusetts     | 7          |              |             | 13. August | 13. August |
|  |                   |            | Rhode Island | 5           |            |            |
|  | 12. August        | 12. August |              | Connecticut | 1          |            |
|  | Massachusetts     | 0          |              |             |            |            |
|  | Connecticut (F/5) | 11         |              |             |            |            |
|  |                   |            |              |             |            |            |

### Nordwest
Das Turnier fand vom 7. bis 13. August 2016 in San Bernardino, Kalifornien statt.

#### Vorrunde
| Stadt     | Mannschaft          | W-L |
| --------- | ------------------- | --- |
| Anchorage | Abbott O Rabbit LL  | 0–2 |
| Boise     | Boise North LL      | 1–2 |
| Missoula  | Mount Sentinel LL   | 2–2 |
| Bend      | Bend North LL       | 4–1 |
| Lynnwood  | Lynnwood Pacific LL | 3–1 |
| Laramie   | Laramie LL          | 0–2 |

| Datum      | Zeit (UTC-8) | Stadion        | Begegnung        | Begegnung | Begegnung | Ergebnis |
| ---------- | ------------ | -------------- | ---------------- | --------- | --------- | -------- |
| 7. August  | 11:00        | Houghton Field | Alaska           | –         | Montana   | 2:9      |
| 7. August  | 16:00        | Houghton Field | Washington (F/4) | –         | Wyoming   | 15:1     |
| 8. August  | 08:30        | Houghton Field | Montana          | –         | Idaho     | 9:13     |
| 8. August  | 19:00        | Houghton Field | Washington       | –         | Oregon    | 8:2      |
| 9. August  | 08:30        | Houghton Field | Oregon           | –         | Alaska    | 6:2      |
| 9. August  | 19:00        | Houghton Field | Wyoming          | –         | Montana   | 3:6      |
| 10. August | 16:30        | Houghton Field | Oregon (F/5)     | –         | Montana   | 15:0     |

#### Playoff
|  | Halbfinale | Halbfinale |            |        | Finale     | Finale     |
|  |            |            |            |        |            |            |
|  | 11. August |            |            |        |            |            |
|  | Idaho      | 7          |            |        |            |            |
|  | Washington | 18         |            |        | 13. August | 13. August |
|  |            |            | Washington | 1      |            |            |
|  | 12. August | 12. August |            | Oregon | 5          |            |
|  | Idaho      | 0          |            |        |            |            |
|  | Oregon     | 12         |            |        |            |            |
|  |            |            |            |        |            |            |

### Südost
Das Turnier fand vom 5. bis 10. August 2015 in Warner Robins, Georgia statt.

#### Vorrunde
| Stadt            | Mannschaft                 | W-L |
| ---------------- | -------------------------- | --- |
| Huntsville       | Huntsville American LL     | 0–2 |
| North Palm Beach | North Palm Beach LL        | 2–2 |
| Peachtree City   | Peachtree City American LL | 4–2 |
| Durham           | Bull City LL               | 1–2 |
| Irmo             | Irmo LL                    | 1–2 |
| Goodlettsville   | Goodlettsville American LL | 4–0 |
| Vienna           | Vienna LL                  | 0–2 |
| Bridgeport       | Bridgeport LL              | 2–2 |

| Datum     | Zeit  | Stadion                      | Begegnung            | Begegnung | Begegnung      | Ergebnis |
| --------- | ----- | ---------------------------- | -------------------- | --------- | -------------- | -------- |
| 5. August | 10:00 | Little League Southeast Park | West Virginia        | –         | North Carolina | 3:1      |
| 5. August | 13:00 | Little League Southeast Park | Florida              | –         | Alabama        | 9:7      |
| 5. August | 16:00 | Little League Southeast Park | Georgia (F/5)        | –         | Virginia       | 14:1     |
| 5. August | 19:00 | Little League Southeast Park | Tennessee (F/7)      | –         | South Carolina | 5:3      |
| 6. August | 10:00 | Little League Southeast Park | North Carolina (F/4) | –         | Alabama        | 19:0     |
| 6. August | 13:00 | Little League Southeast Park | Virginia             | –         | South Carolina | 0:12     |
| 6. August | 16:00 | Little League Southeast Park | West Virginia        | –         | Florida        | 7:3      |
| 6. August | 19:00 | Little League Southeast Park | Georgia              | –         | Tennessee      | 3:6      |
| 7. August | 13:00 | Little League Southeast Park | Georgia              | –         | North Carolina | 4:2      |
| 7. August | 16:00 | Little League Southeast Park | Florida              | –         | South Carolina | 5:4      |
| 8. August | 11:00 | Little League Southeast Park | Georgia              | –         | Florida        | 5:1      |

#### Playoff
|  | Halbfinale    | Halbfinale |                 |         | Finale    | Finale    |
|  |               |            |                 |         |           |           |
|  | 11. August    |            |                 |         |           |           |
|  | West Virginia | 4          |                 |         |           |           |
|  | Tennessee     | 5          |                 |         | 8. August | 8. August |
|  |               |            | Tennessee (F/4) | 15      |           |           |
|  | 6. August     | 6. August  |                 | Georgia | 3         |           |
|  | West Virginia | 3          |                 |         |           |           |
|  | Georgia (F/4) | 13         |                 |         |           |           |
|  |               |            |                 |         |           |           |

### Südwest
Das Turnier fand vom 4. bis 10. August 2016 in Waco, Texas statt. Die Mannschaft aus Pearland repräsentierte Osttexas, San Antonio vertrat Westtexas.

#### Vorrunde
| Stadt        | Mannschaft                  | W-L |
| ------------ | --------------------------- | --- |
| Bryant       | Bryant LL                   | 1–2 |
| Boulder      | North Boulder LL            | 1–2 |
| Lake Charles | South Lake Charles LL       | 3–2 |
| Starkville   | Starkville LL               | 2–2 |
| Albuquerque  | Eastdale LL                 | 3–1 |
| Tulsa        | Tulsa National LL           | 0–2 |
| Pearland     | Pearland East LL            | 0–2 |
| San Antonio  | McAllister Park National LL | 4–1 |

| Datum     | Zeit UTC-6 | Stadion          | Begegnung         | Begegnung | Begegnung       | Ergebnis |
| --------- | ---------- | ---------------- | ----------------- | --------- | --------------- | -------- |
| 4. August | 10:00      | Norcross Stadium | Louisiana         | –         | Westtexas       | 0:3      |
| 4. August | 13:00      | Norcross Stadium | Arkansas          | –         | Osttexas        | 2:4      |
| 4. August | 17:00      | Norcross Stadium | New Mexico        | –         | Mississippi     | 1:3      |
| 4. August | 20:00      | Norcross Stadium | Colorado          | –         | Oklahoma        | 9:7      |
| 5. August | 17:00      | Norcross Stadium | Osttexas          | –         | Louisiana       | 1:8      |
| 5. August | 20:00      | Norcross Stadium | Mississippi (F/4) | –         | Oklahoma        | 10:0     |
| 6. August | 17:00      | Norcross Stadium | Colorado          | –         | Westtexas (F/4) | 0:14     |
| 6. August | 20:00      | Norcross Stadium | Colorado          | –         | New Mexico      | 5:6      |
| 7. August | 17:00      | Norcross Stadium | Louisiana         | –         | Arkansas        | 16:3     |
| 7. August | 20:00      | Norcross Stadium | Colorado          | –         | Mississippi     | 6:16     |
| 8. August | 16:00      | Norcross Stadium | Mississippi       | –         | Louisiana       | 1:2      |

#### Playoff
|  | Halbfinale | Halbfinale |            |           | Finale     | Finale     |
|  |            |            |            |           |            |            |
|  | 8. August  |            |            |           |            |            |
|  | New Mexico | 9          |            |           |            |            |
|  | Westtexas  | 6          |            |           | 10. August | 10. August |
|  |            |            | New Mexico | 3         |            |            |
|  | 9. August  | 9. August  |            | Westtexas | 13         |            |
|  | Westtexas  | 8          |            |           |            |            |
|  | Louisiana  | 4          |            |           |            |            |
|  |            |            |            |           |            |            |

### West
Das Turnier fand vom 7. bis 13. August 2016 in San Bernardino, Kalifornien statt. Die Mannschaft aus Vacaville repräsentierte Nordkalifornien, Chula Vista vertrat Südkalifornien.

#### Vorrunde
| Stadt       | Mannschaft                | W-L |
| ----------- | ------------------------- | --- |
| Cave Creek  | Cactus Foothills South LL | 0–2 |
| Chula Vista | Park View LL              | 4–0 |
| Vacaville   | Vacaville LL              | 0–2 |
| Wailuku     | Central East Maui LL      | 2–2 |
| Las Vega    | Mountain Ridge LL         | 3–2 |
| Santa Clara | Snow Canyon LL            | 1–2 |

| Datum      | Zeit UTC-8 | Stadion        | Begegnung             | Begegnung | Begegnung       | Ergebnis |
| ---------- | ---------- | -------------- | --------------------- | --------- | --------------- | -------- |
| 7. August  | 08:30      | Houghton Field | Nevada                | –         | Hawaii          | 0:8      |
| 7. August  | 19:30      | Houghton Field | Südkalifornien (F/10) | –         | Nordkalifornien | 18:3     |
| 8. August  | 11:30      | Houghton Field | Utah                  | –         | Hawaii          | 2:5      |
| 8. August  | 16:30      | Houghton Field | Arizona               | –         | Südkalifornien  | 4:7      |
| 9. August  | 11:00      | Houghton Field | Nevada (F/5)          | –         | Arizona         | 15:4     |
| 9. August  | 16:30      | Houghton Field | Nordkalifornien       | –         | Utah            | 6:7      |
| 10. August | 19:00      | Houghton Field | Nevada (F/5)          | –         | Utah            | 15:4     |

#### Playoff
|  | Halbfinale     | Halbfinale |                |        | Finale     | Finale     |
|  |                |            |                |        |            |            |
|  | 11. August     |            |                |        |            |            |
|  | Hawaii         | 11         |                |        |            |            |
|  | Südkalifornien | 14         |                |        | 13. August | 13. August |
|  |                |            | Südkalifornien | 1      |            |            |
|  | 12. August     | 12. August |                | Nevada | 10         |            |
|  | Hawaii         | 0          |                |        |            |            |
|  | Nevada         | 9          |                |        |            |            |
|  |                |            |                |        |            |            |

## International

### Asien-Pazifik und Mittlerer Osten
Das Turnier fand vom 24./25. Juni bis 30. Juni/1. Juli 2016 in Seoul, Südkorea statt.

#### Vorrunde

##### Gruppe A
| Platz | Stadt                        | Mannschaft    | W-L |
| ----- | ---------------------------- | ------------- | --- |
| 1.    | Südkorea                     | East Seoul LL | 5–0 |
| 2.    | Philippinen                  |               | 4–1 |
| 3.    | Guam                         |               | 2–3 |
| 4.    | Nördliche Marianen           |               | 2–3 |
| 5.    | Vereinigte Arabische Emirate | Dubai LL      | 2–3 |
| 6.    | Indien                       |               | 0-5 |

| Datum    | Zeit UTC+9 | Stadion | Begegnung                    | Begegnung | Begegnung                    | Ergebnis |
| -------- | ---------- | ------- | ---------------------------- | --------- | ---------------------------- | -------- |
| 25. Juni | 09:00      | Field A | Nördliche Marianen           | –         | Guam                         | 7:3      |
| 25. Juni | 11:00      | Field A | Hongkong                     | –         | Philippinen                  | 16:0     |
| 25. Juni | 13:00      | Field A | Vereinigte Arabische Emirate | –         | Indien                       | 19:0     |
| 26. Juni | 10:00      | Field A | Indien                       | –         | Südkorea                     | 11:1     |
| 26. Juni | 12:30      | Field A | Nördliche Marianen           | –         | Philippinen                  | 0:2      |
| 26. Juni | 15:00      | Field A | Guam                         | –         | Vereinigte Arabische Emirate | 8:4      |
| 27. Juni | 10:00      | Field A | Philippinen                  | –         | Indien                       | 13:0     |
| 27. Juni | 12:30      | Field A | Vereinigte Arabische Emirate | –         | Philippinen                  | 5:7      |
| 27. Juni | 15:00      | Field A | Nördliche Marianen           | –         | Vereinigte Arabische Emirate | 6:8      |
| 28. Juni | 10:00      | Field A | Indien                       | –         | Guam                         | 0:12     |
| 28. Juni | 12:30      | Field A | Philippinen                  | –         | Indien                       | 13:0     |
| 28. Juni | 15:00      | Field A | Vereinigte Arabische Emirate | –         | Philippinen                  | 5:7      |
| 29. Juni | 10:00      | Field A | Vereinigte Arabische Emirate | –         | Südkorea                     | 0:11     |
| 29. Juni | 12:30      | Field A | Guam                         | –         | Philippinen                  | 3:10     |
| 29. Juni | 15:00      | Field A | Nördliche Marianen           | –         | Indien                       | 19:4     |

##### Gruppe B
| Platz | Stadt               | Mannschaft          | W-L |
| ----- | ------------------- | ------------------- | --- |
| 1.    | Taipeh              |                     | 4–0 |
| 2.    | Thailand            |                     | 3–1 |
| 3.    | Hongkong            |                     | 2–2 |
| 4.    | Volksrepublik China |                     | 1-3 |
| 5.    | Dharan              | Arabian American LL | 0–4 |

| Datum    | Zeit UTC+9 | Stadion | Begegnung           | Begegnung | Begegnung           | Ergebnis |
| -------- | ---------- | ------- | ------------------- | --------- | ------------------- | -------- |
| 25. Juli | 09:00      | Field B | Saudi-Arabien       | –         | Thailand            | 5:7      |
| 25. Juli | 11:00      | Field B | Volksrepublik China | –         | Hongkong            | 6:7      |
| 26. Juli | 09:00      | Field B | Chinesisch Taipeh   | –         | Volksrepublik China | 12:2     |
| 26. Juli | 11:00      | Field B | Thailand            | –         | Hongkong            | 5:0      |
| 27. Juli | 09:00      | Field B | Volksrepublik China | –         | Thailand            | 0:8      |
| 27. Juli | 11:00      | Field B | Saudi-Arabien       | –         | Chinesisch Taipeh   | 0:20     |
| 28. Juli | 09:00      | Field B | Hongkong            | –         | Thailand            | 1:0      |
| 28. Juli | 11:00      | Field B | Chinesisch Taipeh   | –         | Thailand            | 10:2     |
| 29. Juli | 09:00      | Field B | Volksrepublik China | –         | Saudi-Arabien       | 8:3      |
| 29. Juli | 11:00      | Field B | Chinesisch Taipeh   | –         | Thailand            | 10:2     |

##### Playoff
|  | Halbfinale           | Halbfinale |             |                      | Finale  | Finale  |
|  |                      |            |             |                      |         |         |
|  | 30. Juni             |            |             |                      |         |         |
|  | A1 Südkorea          | 2          |             |                      |         |         |
|  | B2 Thailand          | 0          |             |                      | 1. Juli | 1. Juli |
|  |                      |            | A1 Südkorea | 7                    |         |         |
|  | 30. Juni             | 30. Juni   |             | B1 Chinesisch Taipeh | 6       |         |
|  | A2 Philippinen       | 1          |             |                      |         |         |
|  | B1 Chinesisch Taipeh | 12         |             |                      |         |         |
|  |                      |            |             |                      |         |         |

### Australien
Das Turnier fand vom 8. bis 13. Juni 2016 in Lismore, New South Wales statt. Die zwei besten Mannschaften in jeder Gruppe rücken ins Playoff vor, wo sie klassifiziert sind, basierend auf dem Gesamtrekord.

#### Vorrunde

##### Gruppe A
| Platz | Stadt                 | Mannschaft            | W-L |
| ----- | --------------------- | --------------------- | --- |
| 1.    | Manly                 | Manly (5)             | 3–1 |
| 2.    | Adelaide              | Adelaide Rays (7)     | 3–1 |
| 3.    | Perth                 | Northern Metros       | 3–1 |
| 3.    | Brisbane              | Brisbane North        | 1–3 |
| 5.    | Northern Diamondbacks | Northern Diamondbacks | 0–4 |

##### Gruppe B
| Platz | Stadt             | Mannschaft        | W-L |
| ----- | ----------------- | ----------------- | --- |
| 1.    | MacArthur         | MacArthur (3)     | 2–2 |
| 2.    | Central Coast     | Central Coast (6) | 4–0 |
| 3.    | Eastern Athletics | Eastern Athletics | 2–2 |
| 4.    | Brisbane          | Brisbane Metro    | 1–3 |
| 5.    | Perth             | Perth Metro East  | 0–4 |

##### Gruppe C
| Platz | Stadt             | Mannschaft              | W-L |
| ----- | ----------------- | ----------------------- | --- |
| 1.    | Hills             | Hills (1)               | 4–0 |
| 2.    | Perth             | Perth Metro Central (8) | 3–1 |
| 3.    | Southern Mariners | Southern Mariners       | 2–2 |
| 4.    | Gold Coast        | Gold Coast Pirates      | 1–3 |
| 5.    | Coastal Bay       | Coastal Bay             | 0–4 |

##### Gruppe D
| Platz | Stadt       | Mannschaft        | W-L |
| ----- | ----------- | ----------------- | --- |
| 1.    | Swan Valley | Swan Hills        | 4–0 |
| 2.    | North Ryde  | Ryde North        | 3–1 |
| 3.    | Adelaide    | Adelaide Seahawks | 2–2 |
| 4.    | Canberra    | Canberra          | 1–3 |
| 5.    | Geelong     | Geelong           | 0–4 |

#### Playoff

##### Finalrunde
|  | Viertelfinale         | Viertelfinale |  |  | Halbfinale      | Halbfinale      |   |  | Finale | Finale |
|  |                       |               |  |  |                 |                 |   |  |        |        |
|  | 7. Juni               |               |  |  |                 |                 |   |  |        |        |
|  | 1 Hills               | 11            |  |  | 8. Juni         | 8. Juni         |   |  |        |        |
|  | 8 Perth Metro Central | 1             |  |  | 1 Hills         | 2               |   |  |        |        |
|  | 7. Juni               | 7. Juni       |  |  | 4 Ryde North    | 0               |   |  |        |        |
|  | 4 Ryde North          | 3             |  |  | 9. Juni         | 9. Juni         |   |  |        |        |
|  | 5 Manly               | 1             |  |  | 1 Hills         | 7               |   |  |        |        |
|  | 7. Juni               | 7. Juni       |  |  |                 | 6 Central Coast | 3 |  |        |        |
|  | 3 Macarthur           | 7             |  |  | 8. Juni         | 8. Juni         |   |  |        |        |
|  | 6 Central Coast       | 9             |  |  | 6 Central Coast | 6               |   |  |        |        |
|  | 7. Juni               | 7. Juni       |  |  | 7 Adelaide Rays | 4               |   |  |        |        |
|  | 2 Swan Hills          | 3             |  |  |                 |                 |   |  |        |        |
|  | 7 Adelaide Rays       | 4             |  |  |                 |                 |   |  |        |        |

### Europa und Afrika
Das Turnier fand vom 15. bis 23. Juli 2016 in Kutno, Polen statt.

#### Vorrunde
| Stadt             | Mannschaft             | W-L |
| ----------------- | ---------------------- | --- |
| Wien              | Ostösterreich          | 0-2 |
| Antwerpen         | Ostflandern            | 1–2 |
| Ramstein Air Base | KMC American LL        | 0-2 |
| Paris             | IDF                    | 2-2 |
| London            | London Area Youth      | 1-2 |
| Budapest/Érd      | Central/Eastern        | 2-2 |
| Emilia            | Emilia                 | 3–2 |
| Zagreb            | Severhrvatska          | 1-2 |
| Kaunas            | Kaunas                 | 1–2 |
| Haarlem           | Kennemerland           | 3–2 |
| Wodzisław Śląsdki | Żory/Jastrzebie/Rybnik | 0–2 |
| Barcelona         | Cataluna               | 6–2 |
| Brünn             | Jihčesko               | 4-1 |
| Kirowohrad        | Kirovograd             | 2–2 |
| Brest             | Brest Zubrs            | 0–2 |

| Datum    | Zeit (UTC+2) | Stadion               | Begegnung                      | Begegnung | Begegnung                      | Ergebnis |
| -------- | ------------ | --------------------- | ------------------------------ | --------- | ------------------------------ | -------- |
| 15. Juli | 10:30        | Edward Piszek Stadium | Österreich                     | –         | Kroatien                       | 2:16     |
| 15. Juli | 10:30        | Little League Field   | Tschechien                     | –         | Deutschland-Vereinigte Staaten | 5:4      |
| 15. Juli | 13:00        | Edward Piszek Stadium | Spanien                        | –         | Litauen                        | 10:0     |
| 15. Juli | 13:00        | Little League Field   | Ukraine                        | –         | Belarus                        | 7:0      |
| 16. Juli | 10:00        | Edward Piszek Stadium | Frankreich                     | –         | Vereinigtes Königreich         | 11:1     |
| 16. Juli | 11:00        | Little League Field   | Belgien                        | –         | Italien                        | 0:20     |
| 16. Juli | 13:00        | Edward Piszek Stadium | Niederlande                    |           | Kroatien                       | 11:0     |
| 16. Juli | 16:00        | Little League Field   | Tschechien                     | –         | Spanien                        | 10:9     |
| 17. Juli | 10:00        | Edward Piszek Stadium | Ukraine                        | –         | Frankreich                     | 0:5      |
| 17. Juli | 11:00        | Little League Field   | Ungarn                         | –         | Italien                        | 3:14     |
| 17. Juli | 13:00        | Little League Field   | Belarus                        | –         | Vereinigtes Königreich         | 0:8      |
| 17. Juli | 16:00        | Edward Piszek Stadium | Deutschland-Vereinigte Staaten | –         | Litauen                        | 2:5      |
| 18. Juli | 10:00        | Little League Field   | Belgien                        | –         | Kroatien                       | 5:4      |
| 18. Juli | 11:00        | Edward Piszek Stadium | Österreich                     | –         | Ungarn                         | 5:10     |
| 18. Juli | 13:00        | Little League Field   | Vereinigtes Königreich         | –         | Spanien                        | 0:5      |
| 18. Juli | 16:00        | Edward Piszek Stadium | Litauen                        | –         | Ukraine                        | 1:8      |
| 19. Juli | 10:00        | Little League Field   | Niederlande                    | –         | Tschechien                     | 2:13     |
| 19. Juli | 13:00        | Little League Field   | Belgien                        | –         | Spanien                        | 4:10     |
| 19. Juli | 11:00        | Edward Piszek Stadium | Frankreich                     | –         | Italien                        | 1:5      |
| 19. Juli | 16:00        | Edward Piszek Stadium | Ungarn                         | –         | Ukraine                        | 9:4      |
| 20. Juli | 10:00        | Little League Field   | Niederlande                    | –         | Tschechien                     | 1:5      |
| 20. Juli | 10:00        | Little League Field   | Spanien                        | –         | Frankreich                     | 6:3      |
| 20. Juli | 13:00        | Edward Piszek Stadium | Ungarn                         | –         | Niederlande                    | 2:13     |
| 20. Juli | 16:00        | Edward Piszek Stadium | Tschechien                     | –         | Italien                        | 4:3      |
| 21. Juli | 11:00        | Edward Piszek Stadium | Spanien                        | –         | Niederlande                    | 10:17    |
| 22. Juli | 12:00        | Edward Piszek Stadium | Niederlande                    | –         | Italien                        | 0:10     |

#### Regionmeisterspiel
| Datum    | Zeit (UTC+2) | Stadion               | Begegnung  | Begegnung | Begegnung | Ergebnis |
| -------- | ------------ | --------------------- | ---------- | --------- | --------- | -------- |
| 23. Juli | 11:00        | Edward Piszek Stadium | Tschechien | –         | Italien   | 1:5      |

### Japan
Die ersten beiden Runden fanden am 30. Juli statt, die letzten beiden Runden am 31. Juli. Alle Spiele fanden in Ueda, Nagano statt.

#### Teilnehmende Teams
| Ergebnis Distrikt     | Präfektur       | Stadt      | Team              |
| --------------------- | --------------- | ---------- | ----------------- |
| Chūgoku Meister       | Okayama         | Okayama    | Okayama           |
| Kita-Kantō Meister    | Saitama         | Ōmiya      | Ōmiya Higashi     |
| Kanagawa Meister      | Kanagawa        | Yokohama   | Asahi             |
| Kansai Meister        | Präfektur Hyōgo | Takarazuka | Takarazuka        |
| Kansai Zweiter        | Osaka           | Kaizuka    | Osaka Namihaya    |
| Higashi-Kantō Meister | Ibaraki         | Ushiku     | Ushiku            |
| Kyūshū Meister        | Nagasaki        | Nagasaki   | Nagasaki Minami   |
| Hokkaidō Meister      | Hokkaidō        | Sapporo    | Sapporo Shiroishi |
| Shikoku Meister       | Ehime           | Niihama    | Niihama           |
| Shin’etsu Meister     | Nagano          | Iida       | Iida              |
| Tōhoku Meister        | Miyagi          | Sendai     | Sendai Higashi    |
| Tōhoku Zweiter        | Aomori          | Aomori     | Aomori Hirosaki   |
| Tōkai Meister         | Aichi           | Toyota     | Toyota            |
| Tōkai Zweiter         | Shizuoka        | Hamamatsu  | Hamamatsu Minami  |
| Tokio Meister         | Tokio           | Tokio      | Tokyo Nakano      |
| Tokio Zweiter         | Tokio           | Tokio      | Chofu             |

#### Playoffs
|  | Achtelfinale      | Achtelfinale |                |                 | Viertelfinale    | Viertelfinale |  |  | Halbfinale | Halbfinale |          |          | Finale | Finale |
|  |                   |              |                |                 |                  |               |  |  |            |            |          |          |        |        |
|  | 30. Juli          |              |                |                 |                  |               |  |  |            |            |          |          |        |        |
|  | Ushiku            | 1            |                |                 |                  |               |  |  |            |            |          |          |        |        |
|  | Tokyo Nakano      | 8            |                |                 | 30. Juli         | 30. Juli      |  |  |            |            |          |          |        |        |
|  | Tokyo Nakano      | 8            | Tokyo Nakano   | 3               |                  |               |  |  |            |            |          |          |        |        |
|  |                   |              | Tokyo Nakano   | 3               |                  |               |  |  |            |            |          |          |        |        |
|  | 30. Juli          | 30. Juli     |                |                 | Osaka Namihaya   | 2             |  |  |            |            |          |          |        |        |
|  | Niihama           | 3            |                |                 | Osaka Namihaya   | 2             |  |  |            |            |          |          |        |        |
|  | Niihama           | 3            |                |                 |                  |               |  |  |            |            |          |          |        |        |
|  | Osaka Namihaya    | 7            |                |                 | 31. Juli         | 31. Juli      |  |  |            |            |          |          |        |        |
|  | Osaka Namihaya    | 7            | Tokyo Nakano   | 5               |                  |               |  |  |            |            |          |          |        |        |
|  |                   |              | Tokyo Nakano   | 5               |                  |               |  |  |            |            |          |          |        |        |
|  | 30. Juli          | 30. Juli     |                | Sendai Higashi  | 7                |               |  |  |            |            |          |          |        |        |
|  | Sendai Higashi    | 12           |                | Sendai Higashi  | 7                |               |  |  |            |            |          |          |        |        |
|  | Sendai Higashi    | 12           |                |                 |                  |               |  |  |            |            |          |          |        |        |
|  | Sapporo Shiroishi | 1            |                |                 | 30. Juli         | 30. Juli      |  |  |            |            |          |          |        |        |
|  | Sapporo Shiroishi | 1            | Sendai Higashi | 9               |                  |               |  |  |            |            |          |          |        |        |
|  |                   |              | Sendai Higashi | 9               |                  |               |  |  |            |            |          |          |        |        |
|  | 30. Juli          | 30. Juli     |                |                 | Hamamatsu Minami | 3             |  |  |            |            |          |          |        |        |
|  | Hamamatsu Minami  | 12           |                |                 | Hamamatsu Minami | 3             |  |  |            |            |          |          |        |        |
|  | Hamamatsu Minami  | 12           |                |                 |                  |               |  |  |            |            |          |          |        |        |
|  | Asahi             | 3            |                |                 |                  |               |  |  |            |            | 31. Juli | 31. Juli |        |        |
|  | Asahi             | 3            | Sendai Higashi | 10              |                  |               |  |  |            |            |          |          |        |        |
|  |                   |              | Sendai Higashi | 10              |                  |               |  |  |            |            |          |          |        |        |
|  | 30. Juli          | 30. Juli     |                | Chofu           | 20               |               |  |  |            |            |          |          |        |        |
|  | Okayama           | 12           |                | Chofu           | 20               |               |  |  |            |            |          |          |        |        |
|  | Okayama           | 12           |                |                 |                  |               |  |  |            |            |          |          |        |        |
|  | Chofu             | 15           |                |                 | 30. Juli         | 30. Juli      |  |  |            |            |          |          |        |        |
|  | Chofu             | 15           | Chofu          | 11              |                  |               |  |  |            |            |          |          |        |        |
|  |                   |              | Chofu          | 11              |                  |               |  |  |            |            |          |          |        |        |
|  | 30. Juli          | 30. Juli     |                |                 | Toyota           | 3             |  |  |            |            |          |          |        |        |
|  | Aomori Hirosaki   | 1            |                |                 | Toyota           | 3             |  |  |            |            |          |          |        |        |
|  | Aomori Hirosaki   | 1            |                |                 |                  |               |  |  |            |            |          |          |        |        |
|  | Toyota            | 3            |                |                 | 31. Juli         | 31. Juli      |  |  |            |            |          |          |        |        |
|  | Toyota            | 3            | Chofu          | 11              |                  |               |  |  |            |            |          |          |        |        |
|  |                   |              | Chofu          | 11              |                  |               |  |  |            |            |          |          |        |        |
|  | 30. Juli          | 30. Juli     |                | Nagasaki Minami | 1                |               |  |  |            |            |          |          |        |        |
|  | Ōmiya Higashi     | 6            |                | Nagasaki Minami | 1                |               |  |  |            |            |          |          |        |        |
|  | Ōmiya Higashi     | 6            |                |                 |                  |               |  |  |            |            |          |          |        |        |
|  | Takarazuka        | 12           |                |                 | 30. Juli         | 30. Juli      |  |  |            |            |          |          |        |        |
|  | Takarazuka        | 12           | Takarazuka     | 0               |                  |               |  |  |            |            |          |          |        |        |
|  |                   |              | Takarazuka     | 0               |                  |               |  |  |            |            |          |          |        |        |
|  | 30. Juli          | 30. Juli     |                |                 | Nagasaki Minami  | 16            |  |  |            |            |          |          |        |        |
|  | Nagasaki Minami   | 5            |                |                 | Nagasaki Minami  | 16            |  |  |            |            |          |          |        |        |
|  | Nagasaki Minami   | 5            |                |                 |                  |               |  |  |            |            |          |          |        |        |
|  | Ueda              | 1            |                |                 |                  |               |  |  |            |            |          |          |        |        |

### Kanada
Das Turnier fand vom 4. bis 13. August 2016 in Vancouver, British Columbia statt.

#### Vorrunde
| Platz | Stadt                 | Mannschaft                  | W-L |
| ----- | --------------------- | --------------------------- | --- |
| 1.    | Vancouver (Gastgeber) | Hastings Community LL       | 6–0 |
| 2.    | Surrey                | Whalley LL                  | 5–1 |
| 3.    | Montreal              | Diamond Baseball Academy LL | 4–2 |
| 4.    | Lethbridge            | Lethbridge Southwest LL     | 3–3 |
| 5.    | Thunder Bay           | Port Arthur National LL     | 2–4 |
| 6.    | Moose Jaw (Prärie)    | Moose Jaw LL                | 1–5 |
| 7.    | Sydney (Atlantik)     | Sydney and District #1 LL   | 0–6 |

| Datum      | Zeit (UTC-8) | Stadion | Begegnung        | Begegnung | Begegnung            | Ergebnis |
| ---------- | ------------ | ------- | ---------------- | --------- | -------------------- | -------- |
| 4. August  | 10:00        |         | Ontario          | –         | Alberta              | 5:11     |
| 4. August  | 15:00        |         | Prärie           | –         | British Columbia (5) | 0:10     |
| 4. August  | 18:00        |         | Gastgeber (4)    | –         | Atlantik             | 12:0     |
| 5. August  | 12:00        |         | Québec (4)       | –         | Prärie               | 14:3     |
| 5. August  | 15:00        |         | Atlantik         | –         | Ontario              | 5:8      |
| 5. August  | 18:00        |         | British Columbia | –         | Gastgeber            | 4:5      |
| 6. August  | 12:00        |         | Québec           | –         | Atlantik (4)         | 9:0      |
| 6. August  | 15:00        |         | Prärie           | –         | Alberta              | 2:12     |
| 6. August  | 18:00        |         | Gastgeber (4)    | –         | Ontario              | 10:0     |
| 7. August  | 12:00        |         | British Columbia | –         | Québec               | 5:0      |
| 7. August  | 15:00        |         | Atlantik         | –         | Prärie               | 8:11     |
| 7. August  | 18:00        |         | Prärie           | –         | Gastgeber (5)        | 0:10     |
| 9. August  | 12:00        |         | Ontario          | –         | Prärie               | 10:1     |
| 9. August  | 15:00        |         | Alberta          | –         | Québec               | 2:12     |
| 9. August  | 18:00        |         | Atlantik         | –         | British Columbia (4) | 0:20     |
| 10. August | 09:00        |         | Alberta (4)      | –         | Atlantik             | 10:0     |
| 10. August | 12:00        |         | Ontario          | –         | British Columbia     | 2:4      |
| 10. August | 15:00        |         | Gastgeber (5)    | –         | Ontario              | 14:4     |

##### Playoff
|  | Halbfinale      | Halbfinale |             |          | Finale     | Finale     |
|  |                 |            |             |          |            |            |
|  | 12. August      |            |             |          |            |            |
|  | 1 Gastgeber (5) | 9          |             |          |            |            |
|  | 4 Alberta       | 0          |             |          | 13. August | 13. August |
|  |                 |            | 1 Gastgeber | 1        |            |            |
|  | 12. August      | 12. August |             | 3 Surrey | 0          |            |
|  | 2 Surrey        | 8          |             |          |            |            |
|  | 3 Québec        | 4          |             |          |            |            |
|  |                 |            |             |          |            |            |

### Karibik
Das Turnier fand vom 16. bis 24. Juli 2015 in St. Croix, Amerikanische Jungferninseln statt.

#### Vorrunde

##### Gruppe A
| Platz | Stadt      | Mannschaft        | W-L |
| ----- | ---------- | ----------------- | --- |
| 1.    | Willemstad | Pariba            | 4–0 |
| 2.    | St. Thomas | Alvin McBean East | 2–2 |
| 3.    | Kralendijk | Bonaire           | 0–4 |

| Datum    | Zeit (UTC-4) | Stadion | Begegnung  | Begegnung | Begegnung | Ergebnis |
| -------- | ------------ | ------- | ---------- | --------- | --------- | -------- |
| 16. Juli | 14:00        |         | St. Thomas | –         | Curaçao   | 0:11     |
| 17. Juli | 19:00        |         | St. Thomas | –         | Bonaire   | 17:1     |
| 18. Juli | 18:00        |         | Curaçao    | –         | Bonaire   | 17:0     |
| 19. Juli | 19:00        |         | St. Thomas | –         | Curaçao   | 0:11     |
| 20. Juli | 16:00        |         | St. Thomas | –         | Bonaire   | 11:4     |
| 21. Juli | 15:00        |         | Curaçao    | –         | Bonaire   | 18:1     |

##### Gruppe B
| Platz | Stadt         | Mannschaft           | W-L |
| ----- | ------------- | -------------------- | --- |
| 1.    | Santo Domingo | La Javilla           | 2–1 |
| 2.    | Santa Cruz    | Aruba Center         | 2-1 |
| 3.    | Carolina      | Roberto Clemente     | 2–1 |
| 4     | St. Croix     | Elrod Hendricks West | 0–4 |

| Datum    | Zeit (UTC-4) | Stadion | Begegnung               | Begegnung | Begegnung               | Ergebnis |
| -------- | ------------ | ------- | ----------------------- | --------- | ----------------------- | -------- |
| 16. Juli | 14:00        |         | St. Croix               | –         | Dominikanische Republik | 0:9      |
| 17. Juli | 16:00        |         | Puerto Rico             | –         | Aruba                   | 3:4      |
| 18. Juli | 18:00        |         | St. Croix               | –         | Aruba                   | 4:10     |
| 19. Juli | 16:00        |         | Dominikanische Republik | –         | Puerto Rico             | 4:5      |
| 20. Juli | 19:00        |         | St. Croix               | –         | Puerto Rico             | 4:7      |
| 21. Juli | 18:00        |         | Dominikanische Republik | –         | Aruba                   | 6:4      |

#### Playoff
|  | Halbfinale                 | Halbfinale |            |              | Finale   | Finale   |
|  |                            |            |            |              |          |          |
|  | 22. Juli                   |            |            |              |          |          |
|  | 2B Aruba                   | 0          |            |              |          |          |
|  | 1A Curaçao                 | 1          |            |              | 23. Juli | 23. Juli |
|  |                            |            | 1A Curaçao | 5            |          |          |
|  | 22. Juli                   | 22. Juli   |            | 4 St. Thomas | 0        |          |
|  | 1B Dominikanische Republik | 1          |            |              |          |          |
|  | 2A St. Thomas              | 2          |            |              |          |          |
|  |                            |            |            |              |          |          |

### Lateinamerika
Das Turnier fand vom 23. bis 30. Juni 2015 in Guatemala-Stadt, Guatemala statt.

#### Vorrunde

##### Gruppe A
| Platz | Stadt           | Mannschaft                          | W-L |
| ----- | --------------- | ----------------------------------- | --- |
| 1.    | Rivas           | Rivas LL                            | 3–0 |
| 2.    | Maracaibo       | Luz Maracaibo LL                    | 2–1 |
| 3.    | Guatemala-Stadt | Liga Pequena Javier de Base Ball LL | 1–2 |
| 4.    | Cartagena       | Falcon LL                           | 0–3 |

| Datum    | Zeit UTC-6 | Stadion | Begegnung | Begegnung | Begegnung | Ergebnis |
| -------- | ---------- | ------- | --------- | --------- | --------- | -------- |
| 23. Juli | 13:30      |         | Guatemala | –         | Ecuador   | 6:3      |
| 24. Juli | 14:00      |         | Guatemala | –         | Venezuela | 3:13     |
| 24. Juli | 14:00      |         | Nicaragua | –         | Kolumbien | 11:1     |
| 26. Juli | 14:00      |         | Nicaragua | –         | Venezuela | 5:4      |
| 27. Juli | 14:00      |         | Kolumbien | –         | Venezuela | 1:9      |
| 27. Juli | 19:00      |         | Nicaragua | –         | Guatemala | 15:5     |

##### Gruppe B
| Platz | Stadt           | Mannschaft            | W-L |
| ----- | --------------- | --------------------- | --- |
| 1.    | Aguadulce       | Aguadulce Cabazera LL | 3–0 |
| 2.    | San Salvador    | Liga Agabeis LL       | 2-1 |
| 3.    | San Pedro Sula  | Liga Rangers          | 1-2 |
| 4.    | Guatemala-Stadt | Liga Galvez LL        | 0-3 |

| Datum    | Zeit  | Stadion | Begegnung  | Begegnung | Begegnung   | Ergebnis |
| -------- | ----- | ------- | ---------- | --------- | ----------- | -------- |
| 23. Juli | 14:00 |         | Panama     | –         | El Salvador | 10:3     |
| 23. Juli | 17:00 |         | Galvez     | –         | Honduras    | 0:3      |
| 24. Juli | 10:00 |         | Galvez     | –         | El Salvador | 0:12     |
| 25. Juli | 18:00 |         | Honduras   | –         | Panama      | 0:10     |
| 26. Juli | 19:00 |         | Panama (4) | –         | Galvez      | 20:1     |
| 27. Juli | 16:00 |         | Honduras   | –         | El Salvador | 3:8      |

#### Finalrunde
|  | Halbfinale     | Halbfinale |              |           | Finale   | Finale   |
|  |                |            |              |           |          |          |
|  | 29. Juli       |            |              |           |          |          |
|  | 2B El Salvador | 4          |              |           |          |          |
|  | 1A Nicaragua   | 5          |              |           | 29. Juli | 29. Juli |
|  |                |            | 1A Nicaragua | 1         |          |          |
|  | 29. Juli       | 29. Juli   |              | 1B Panama | 6        |          |
|  | 2A Venezuela   | 0          |              |           |          |          |
|  | 1B Panama      | 2          |              |           |          |          |
|  |                |            |              |           |          |          |

### Mexiko
Das Turnier fand vom 9. bis 15. Juli 2016 in Monterrey, Nuevo León statt.

#### Vorrunde

##### Gruppe A
| Platz | Stadt                    | Mannschaft               | W-L |
| ----- | ------------------------ | ------------------------ | --- |
| 1.    | Hermosillo               | Norte de Hermosillo      | 6–0 |
| 2.    | San Nicolás de los Garza | San Nicolás de los Garza | 5–1 |
| 3.    | Reynosa                  | Oriente                  | 4–2 |
| 4.    | Poza Rica                | Poza Rica Municipal      | 3–3 |
| 5.    | Sabinas                  | Juvenil de Sabinas       | 2–4 |
| 6.    | Delicias                 | A Cura Trillo            | 1–5 |
| 7.    | Jalisco                  | Jalostotitlan            | 0–6 |

| Datum    | Zeit (UTC-5) | Stadion | Begegnung                | Begegnung | Begegnung                | Ergebnis |
| -------- | ------------ | ------- | ------------------------ | --------- | ------------------------ | -------- |
| 9. Juli  |              |         | San Nicolás de los Garza | –         | Sabinas                  | 3:2      |
| 9. Juli  |              |         | Hermosillo               | –         | Poza Rica                | 4:2      |
| 9. Juli  |              |         | Delicias                 | –         | Reynosa                  | 0:20     |
| 9. Juli  |              |         | Hermosillo               | –         | Jalostotitlan            | 14:0     |
| 10. Juli |              |         | San Nicolás de los Garza | –         | Poza Rica                | 14:3     |
| 10. Juli |              |         | Reynosa                  | –         | Poza Rica AC             | 13:2     |
| 10. Juli |              |         | San Nicolás de los Garza | –         | Jalostotitlan            | 10:1     |
| 10. Juli |              |         | Hermosillo               | –         | Sabinas                  | 30:5     |
| 10. Juli |              |         | Delicias                 | –         | Jalostotitlan            | 15:1     |
| 11. Juli |              |         | Poca Riza                | –         | Sabinas                  | 15:5     |
| 11. Juli |              |         | Poca Riza                | –         | Jalostotitlan            | 13:3     |
| 11. Juli |              |         | Hermosillo               | –         | Reynosa                  | 11:7     |
| 11. Juli |              |         | San Nicolás de los Garza | –         | Delicias                 | 9:6      |
| 12. Juli |              |         | Sabinas                  | –         | Jalostotitlan            | 7:1      |
| 12. Juli |              |         | Delicias                 | –         | San Nicolás de los Garza | 0:11     |
| 13. Juli |              |         | Delicias                 | –         | Sabinas                  | 3:7      |
| 13. Juli |              |         | Delicias                 | –         | Poza Rica                | 2:14     |
| 13. Juli |              |         | Jalostotitlan            | –         | Reynosa                  | 4:5      |
| 13. Juli |              |         | Hermosillo               | –         | San Nicolás de los Garza | 8:6      |

##### Gruppe B
| Platz | Stadt         | Mannschaft                     | W-L |
| ----- | ------------- | ------------------------------ | --- |
| 1.    | Guadalupe     | Guadalupe Linda Vista          | 6–0 |
| 2.    | Mexicali      | Félix Arce                     | 5–1 |
| 3.    | Reynosa       | Guadalupe Treviño Kelly        | 4–2 |
| 4.    | Veracruz      | Infantil y Juvenil Veracruzana | 3–3 |
| 5.    | Monclova      | Ribereña                       | 2–4 |
| 6.    | Guadalajara   | Guadalara Sutaj Alfarera       | 1–5 |
| 7.    | Ciudad Juárez | El Granjero                    | 0–6 |

| Datum    | Zeit (UTC-6) | Stadion | Begegnung               | Begegnung | Begegnung               | Ergebnis |
| -------- | ------------ | ------- | ----------------------- | --------- | ----------------------- | -------- |
| 9. Juli  |              |         | Mexicali                | –         | Veracruz                | 11:0     |
| 9. Juli  |              |         | Ciudad Juárez           | –         | Guadalupe Treviño Kelly | 6:13     |
| 9. Juli  |              |         | Mexicali                | –         | Guadalajara             | 10:0     |
| 9. Juli  |              |         | Guadalupe Linda Vista   | –         | Monclova                | 12:0     |
| 10. Juli |              |         | Guadalupe Linda Vista   | –         | Veracruz                | 5:1      |
| 10. Juli |              |         | Guadalupe Linda Vista   | –         | Guadalajara             | 12:0     |
| 10. Juli |              |         | Ciudad Juárez           | –         | Guadalajara             | 1:4      |
| 10. Juli |              |         | Guadalupe Treviño Kelly | –         | Monclova                | 1:0      |
| 10. Juli |              |         | Mexicali                | –         | Monclova                | 1:0      |
| 11. Juli |              |         | Veracruz                | –         | Guadalajara             | 10:1     |
| 11. Juli |              |         | Veracruz                | –         | Monclova                | 9:3      |
| 11. Juli |              |         | Guadalupe Treviño Kelly | –         | Ciudad Juárez           | 14:3     |
| 12. Juli |              |         | Monclova                | –         | Guadalajara             | 5:0      |
| 12. Juli |              |         | Ciudad Juárez           | –         | Mexicali                | 2:7      |
| 12. Juli |              |         | Guadalupe Treviño Kelly | –         | Veracruz                | 9:2      |
| 12. Juli |              |         | Guadalupe Treviño Kelly | –         | Guadalupe Linda Vista   | 0:11     |
| 13. Juli |              |         | Ciudad Juárez           | –         | Monclova                | 5:9      |
| 13. Juli |              |         | Ciudad Juárez           | –         | Veracruz                | 0:7      |
| 13. Juli |              |         | Guadalajara             | –         | Guadalupe Treviño Kelly | 0:9      |
| 13. Juli |              |         | Mexicali                | –         | Guadalupe Linda Vista   | 6:7      |

#### Playoff
|  | Halbfinale                  | Halbfinale |               |                             | Finale   | Finale   |
|  |                             |            |               |                             |          |          |
|  | 14. Juli                    |            |               |                             |          |          |
|  | A1 Hermosillo               | 2          |               |                             |          |          |
|  | B2 Mexicali                 | 4          |               |                             | 15. Juli | 15. Juli |
|  |                             |            | B2 Hermosillo | 5                           |          |          |
|  | 14. Juli                    | 14. Juli   |               | A2 San Nicolás de los Garza | 6        |          |
|  | B1 Guadalupe Linda Vista    | 3          |               |                             |          |          |
|  | A2 San Nicolás de los Garza | 5          |               |                             |          |          |
|  |                             |            |               |                             |          |          |